# ماري روباردز
دوروثي ماري روباردز (مواليد 1977) هي شابة أمريكية أقدمت على ارتكاب جريمة جنائية كاملة من خلال تسميم والدها القاطن في فورت وورث (تكساس) في عام 1993 بأسيتات الباريوم وهي لا تتجاوز 16 ربيعا. حظيت المحاكمة باهتمام وسائل الإعلام الأمريكية بسبب تفوق الطالبة الدراسي وجريمة قتل الأب الشائعة لدى الرجال فقط.
أدينت روباردز بتهمة القتل العمد في محاكمة جرت أطوارها عام 1995 وحكم عليها بالسجن لمدة 27 سنة. أُطلِق سراحها فيما بعد بإفراج مشروط عام 2003. ويعتقد أنها تعيش الآن تحت هوية جديدة.
تم تناول الجريمة في العديد من الأعمال التلفزيونية الخاصة بعالم الجريمة مثل حلقات برنامج ملفات الطب الشرعي (الموسم 6، الحلقة 5) عام 2001، وبرنامج ردروم (الموسم 2، الحلقة 17) عام 2014، وبرنامج المرأة القاتلة (الموسم 6، الحلقة 2) عام 2012. وفي عام 2018، أُرِّخت الجريمة في رواية أعطني يديك للكاتبة ميغان أبوت.